# The Castaways
The Castaways — американская рок-группа из района Minneapolis-Saint Paul в Миннесоте.
Их первый и единственный хит-сингл был Liar, Liar. Произведённый и выпущенный Soma Records, он достиг 12 строчки на Billboard Hot 100 в 1965 году. «Liar, liar» можно услышать, например, в фильмах «Доброе утро, Вьетнам» и «Карты, деньги, два ствола».

## История группы
Первоначальными членам группы были James Donna на клавишных, Robert Folschow и Dick Roby на гитарах, Roy Hensley на бас-гитаре и Dennis Craswell на барабанах. Характерный фальцет Folschow слышен в «Liar, liar».
В начале 1980-х два члена, Folschow и Craswell, создали свой вариант группы под названием Castaways в Pismo Beach, штат Калифорния. Folschow, который использовал сценическое имя Bob LaRroy, играл на гитаре и клавитаре во многих песнях, включая и «Liar, liar», в который был отличительной вступительный рифф на клавишных. Среди музыкантов, которые им помогали был органист Dennis Hayes из группы B3.
Ритм-гитарист Рой Хенсли умер 8 июня 2005 года и был похоронен в Льюисвилле, штат Миннесота.
В 2006 году все пять членов классического состава Castaways были введены в Зал славы рок-н-ролла Айовы, а бывший продюсер группы Тимоти Б. Кер принял награду от имени посмертного новичка Хенсли.
Castaways с оригинальным лидером группы Джимом Донной продолжают выступать на ярмарках, фестивалях и частных мероприятиях в верхнем Среднем Западе.
Деннис Красуэлл до сих пор выступает под названием «The Original Castaway» в Детройт Лейкс, Миннесоте и в долине Рио Гранд в Техасе, а также в её округе.

## Дискография
Синглы
- «Liar, Liar» / «Sam» (1965)
- «Goodbye Babe» / «A Man’s Gotta Be a Man» (1965)
- «She’s a Girl in Love» / «Why This Should Happen to Me» (1967)
- «I Feel So Fine» / «Hit the Road Jack» (1967)
- «Walking in Different Circles» / «Just On High» (1968)
- «Lavender Popcorn» / «What Kind of Face» (1968)